# Il tempo del Dottore
Il tempo del Dottore (The Time of the Doctor) è l'ottocentesimo episodio (nonché il nono speciale natalizio) della serie televisiva fantascientifica Doctor Who, scritto da Steven Moffat e diretto da Jamie Payne, trasmesso il 25 dicembre 2013 su BBC 1. L'episodio segna l'ultima apparizione di Matt Smith nei panni dell'Undicesimo Dottore e l'entrata in scena di Peter Capaldi come Dodicesimo Dottore (che segue al breve cameo compiuto in Il giorno del Dottore). Nell'episodio sono inoltre presenti Jenna Coleman (che veste i panni della compagna del Dottore, Clara Oswald) e i più recenti nemici del Dottore tra cui l'Ordine del Silenzio e gli Angeli Piangenti.
Il tempo del Dottore è il terzo episodio di una trilogia che segue Il nome del Dottore e Il giorno del Dottore, che insieme compongono il finale dell'avventura dell'Undicesimo Dottore. L'episodio tira le fila di tutti i particolari e le avventure presenti nelle tre stagioni dell'Undicesimo, includendo la profezia secondo la quale l'Undicesimo Dottore sarebbe morto sui campi di Trenzalore, ed anche il problema delle rigenerazioni esaurite.
Lo speciale natalizio è stato trasmesso in Italia in prima visione il 25 dicembre 2014, sul canale Rai4.

## Trama
(L'addio dell'Undicesimo Dottore a Clara, poco prima della rigenerazione.)
Centinaia di astronavi aliene orbitano intorno ad un pianeta dal qual proviene un messaggio che nessuno è in grado di decifrare, e che è ripetuto continuamente nel tempo e nello spazio. Con l'aiuto di una testa di Cyberman modificata, chiamata "Maniglie", che funge da assistente, il Dottore visita due astronavi (una Cyberman e una Dalek, dalle quali deve però fuggire), per avere qualche informazione in più su cosa stia accadendo. Nel frattempo viene contattato da Clara che gli chiede di fingersi suo fidanzato al pranzo di Natale. Arrivato sulla Terra, il Dottore (che ha in previsione di visitare un'altra astronave, il Mainframe Papale) si presenta nudo, ma, vista la reazione di Clara, fa apparire su di sé i suoi vestiti con una particolare tecnologia, che però non ha effetto sui parenti di Clara provocando parecchio imbarazzo. Ritornato sul suo TARDIS, Maniglie annuncia di aver capito il nome del pianeta e lo identifica come Gallifrey, un risultato che il Dottore non accetta e che lo fa arrabbiare. Il Dottore e Clara sono invitati a bordo dell'astronave della Chiesa del Mainfraime Papale, una chiesa spaziale guidata da Tasha Lem, la Madre Superiora, una vecchia conoscenza del Dottore. Tasha, poiché è arrivata per prima, ha ordinato di bloccare il pianeta con un campo di forza, affinché nessuno vi atterri. Tasha chiede al Dottore se gli piacerebbe essere il primo a scendere e a cercare di capire l'origine del messaggio. Dopo essere stati teletrasportati sul pianeta, il Dottore e Clara sono attaccati da Angeli Piangenti, nascosti sotto la neve in una foresta, ma si salvano utilizzando una chiave, che il Dottore teneva nascosta sotto una parrucca, che fa materializzare il TARDIS intorno a loro. Usando il TARDIS, i due trovano un villaggio chiamato Natale ("Christmas" nella lingua originale), che è circondato da un "campo della verità", che impedisce a chiunque si trovi in città di dire bugie. La fonte del messaggio è velocemente identificata sotto la torre campanaria della città; esso fuoriesce da una crepa "nel tessuto della realtà", identica a quella che si trovava nella camera della piccola Amy Pond e alle altre crepe che furono chiuse dal Dottore nell'episodio Il Big Bang. Maniglie, con l'aiuto del Dottore, riesce a tradurre il messaggio, la cui lingua è Gallifreyano in una domanda ripetuta all'infinito: "Doctor who?" (la "prima domanda" in Il matrimonio di River Song).
Il Dottore capisce che i Signori del Tempo stanno usando la crepa per chiedergli aiuto dall'universo tasca nel quale sono stati rinchiusi in Il giorno del Dottore, e dal quale vogliono uscire. Se il Dottore risponde e pronuncia il suo nome, i Signori del Tempo sapranno che hanno trovato l'universo giusto in cui tornare. Se ciò comunque accadesse, inizierebbe una nuova Grande Guerra del Tempo, in quanto tutti gli alieni si radunerebbero per attaccarli. Avendo anche Tasha ascoltato il messaggio, dice che farà in modo che la Guerra non inizi, piuttosto distruggerà il pianeta, nel caso il Dottore riveli il suo nome. Il Dottore a quel punto le chiede quale sia il nome del pianeta e lei gli risponde che è "Trenzalore", il pianeta sul quale l'Undicesimo Dottore morirà (Il nome del Dottore). Il Dottore per proteggere Clara la inganna, chiedendole di recarsi al TARDIS e di inserire una chiave nella console. Lei lo fa, ma viene trasportata a casa sua contro la sua volontà. Il Dottore invece rimane nel villaggio di Natale per difenderlo dagli attacchi degli alieni, venendo a creare una situazione di stallo nella quale lui non può andarsene senza far sì che il pianeta e la sua gente vengano uccisi, e non può neanche essere rimosso di lì dai suoi nemici per paura che pronunci il suo nome.
Dopo aver portato Clara a casa, il TARDIS inizia il viaggio di ritorno verso Trenzalore, ma Clara gli si aggrappa e riparte attaccata all'esterno di esso. Per proteggerla dal vortice del tempo, il TARDIS è costretto ad alzare le sue difese, rallentando il viaggio di ritorno. Ritornata a Natale, Clara incontra un Dottore molto invecchiato, che ha trascorso 300 anni nella piccola cittadina. Nonostante si faccia chiamare l'Undicesimo, il Dottore spiega che ha utilizzato tutte le sue dodici rigenerazioni; l'incarnazione che ha combattuto nella Guerra del Tempo e la fallita rigenerazione del Decimo Dottore (La fine del viaggio) sono incluse. Poco dopo sono portati a bordo dell'astronave del Mainframe Papale — ora chiamata Chiesa del Silenzio. In questa occasione il Dottore viene a conoscenza del fatto che, durante la sua permanenza a Natale una parte della Chiesa è tornata indietro nel tempo e ha provato a ucciderlo nel passato rapendo una bambina, River Song (Un uomo buono va in guerra) e distruggendo il suo TARDIS. Il Dottore scopre poi che Tasha e la sua squadra sono stati uccisi dai Dalek, che li hanno trasformati tutti in loro "burattini". Il Dottore stuzzica Tasha e risveglia in lei l'orgoglio, che le permette di resistere al potere Dalek che è in lei. I due scappano e ritornano al TARDIS, poiché i Dalek stanno radunando un massiccio esercito.
Sul TARDIS Clara si fa promettere dal Dottore che lui non la ingannerà più, ma lui lo fa di nuovo, lasciando Clara a casa da sola e sconcertata. Nel frattempo Trenzalore diventa un autentico campo di battaglia e con il passare dei secoli, la maggior parte degli alieni nemici del Dottore si ritirano o vengono sconfitti, cosicché solo la Chiesa del Silenzio (che ora combatte al fianco del Dottore) e i Dalek rimangono a combattere.
Lo stesso giorno in cui Clara è stata lasciata a casa (dalla prospettiva di Clara), il TARDIS riappare di fronte al suo appartamento; Clara entra ma trova al comando Tasha che la riconduce a Trenzalore. Il Dottore infatti è alla fine della sua vita e ormai vecchissimo sta morendo. I Dalek nel frattempo stanno conquistando definitivamente la città di Natale e chiamano a gran voce il Dottore; quest'ultimo si alza e si dirige sulla cima della torre campanaria di Natale.
Clara, che non riesce ad accettare ciò che sta vedendo si avvicina alla crepa dei Signori del Tempo ed attraverso essa li implora di salvare il Dottore, ricordando loro ciò che questi ha fatto in vita. Il Dottore si sta preparando a morire, quando la crepa ricompare luminosa nel cielo. Ne inizia ad uscire energia rigenerativa che arriva al Dottore: i Signori del Tempo gli hanno appena donato un nuovo ciclo di rigenerazioni.
Il Dottore utilizza l'energia rigenerativa in eccesso che fuoriesce poi dal suo corpo per distruggere l'astronave dei Dalek. In seguito, Clara ritrova il Dottore ringiovanito nel TARDIS. La crepa ormai si è chiusa, quindi i nemici del Dottore non sono più interessati a distruggere Trenzalore, dunque la fase di stallo finisce e il Dottore e Clara partono via con il TARDIS. Il Dottore spiega a Clara che la sua ritrovata giovinezza fa parte di una fase di "reset" per l'inizio della rigenerazione, e che questa rigenerazione sta impiegando un po' più di tempo. Inizia allora un breve monologo su ciò che ognuno è durante la sua vita e in un'allucinazione finale dice addio alla compagna e amica Amy Pond. Si toglie poi il suo caratteristico cravattino e lo lascia cadere a terra, pochi secondi prima di salutare con un sorriso Clara e rigenerarsi nel Dodicesimo Dottore. Dopo aver esclamato di aver nuovi reni, il Dottore si rende conto di come il TARDIS stia precipitando. Dopo essere arrivato alla console, chiede a Clara se lei sa come pilotare la macchina, lasciandola allibita.

## Continuity
- In questo episodio si scopre che l'Ordine del silenzio voleva uccidere il Dottore, sabotando il TARDIS con un'esplosione (nella quinta stagione), per evitare che lui, tramite la crepa temporale, riportasse indietro Gallifrey ricominciando la Guerra del Tempo.
- In questo speciale, per la prima volta nella nuova serie, viene affrontato nuovamente il tema del limite massimo di rigenerazioni per un Signore del Tempo (dodici rigenerazioni, per un totale di tredici incarnazioni). Prima di adesso la cosa era stata menzionata solo due volte, nella prima serie in The Deadly Assassin e nel film del 1996.
- Il congegno che il Dottore usa per analizzare il messaggio fu rubato dal Terzo Dottore al Maestro in The Five Doctors.
- Il Dottore, verso la fine della puntata, rassicura un abitante di Natale dicendogli di avere un piano contro i Dalek. Subito dopo però, afferma di non averne uno. Questa è un'incongruenza dato che il Dottore si trovava proprio davanti alla crepa e quindi nella Zona della Verità, che gli avrebbe dovuto impedire di mentire.
- Guardando verso la frattura il Dottore ha brevi flashback sul suo passato. In particolare ricorda la stanza numero 11 dell'episodio Il complesso di dio della sesta stagione. In quell'episodio dietro ogni stanza si trovava la cosa di cui ognuno aveva più paura e aprendo quella porta il Dottore guarda dentro e ammette "cos'altro poteva essere?" ma non viene mostrato mai cosa vede. Questo almeno all'apparenza, perché si può notare, riflessa nei suoi occhi, proprio la luce della frattura.
- Clara legge un indovinello al Dottore in cui dice che l'undicesima ora si è conclusa e che l'orologio segna le dodici; la cosa forse è da ricondursi al fatto che, proprio quando l'Undicesimo Dottore ha iniziato a rigenerarsi sconfiggendo i Dalek con l'energia rigeneratrice l'orologio della torre del paese Natale indicava le dodici; oppure era un riferimento all'episodio L'undicesima ora, dove l'Undicesimo Dottore ha vissuto la sua prima avventura.

## Produzione

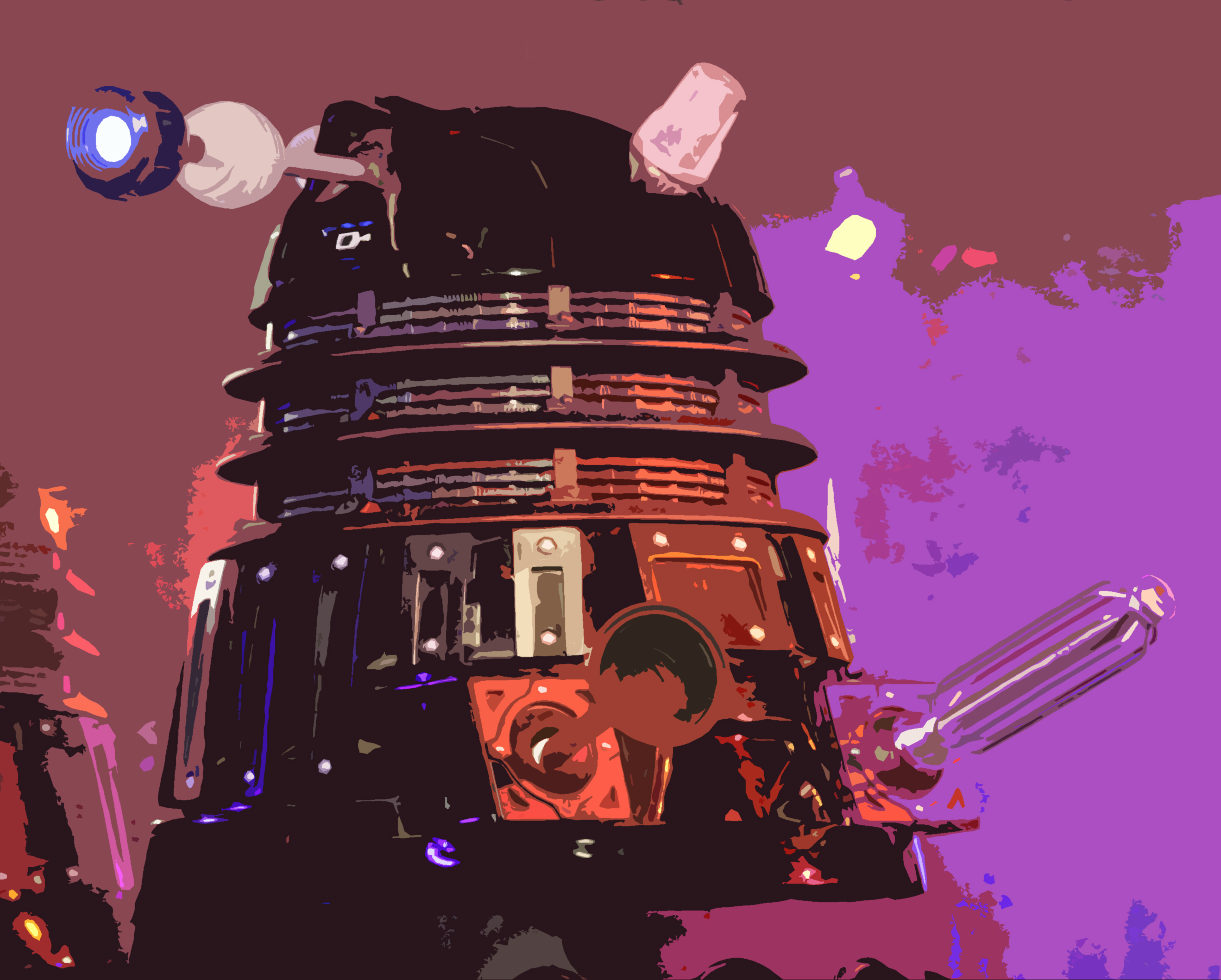
I Dalek sono tra i nemici che il Dottore ha affrontato durante l'episodio, nonché gli ultimi avversari che l'Undicesimo Dottore ha combattuto prima di rigenerarsi.

L'episodio è stato diretto da Jamie Payne, che aveva diretto in precedenza "Universo nascosto".
Ad agosto 2013, Steven Moffat annunciò che l'episodio avrebbe tirato le somme di tutti i particolari e i filoni di trama stesi durante le tre stagioni dell'Undicesimo, a partire dal loro primo episodio "L'Undicesima ora". Sempre ad agosto 2013, si annunciò che i Cybermen avrebbero preso parte a Il tempo del Dottore (cosa in seguito realmente accaduta).
Matt Smith disse che le riprese sarebbero cominciate quando lui avesse finito le riprese del film Lost River. In seguito affermò che le riprese sarebbero iniziate a settembre 2013.
La prima lettura del copione ha avuto luogo il 4 settembre 2013. Avendo dovuto prendere parte al film Lost River, Matt Smith si è dovuto rasare i capelli e perciò ha recitato con una parrucca tutto l'episodio.
Il primo teaser trailer di Il tempo del Dottore è stato pubblicato dalla BBC il 23 novembre 2013, subito dopo la fine dello speciale per il cinquantesimo anniversario Il giorno del Dottore.